# Марио
Ма́рио (яп. マリオ Марио, англ. Mario) — персонаж видеоигр компании Nintendo, созданный Сигэру Миямото. Являясь талисманом Nintendo и основным героем серии, Марио появился в более чем 200 видеоиграх с момента своего создания. Впервые появился в игре для игрового автомата Donkey Kong 1981 года под изначальным именем Прыгун (англ. Jumpman), и был он тогда не водопроводчиком, а плотником. Хотя первоначально он был героем платформеров, начиная с Donkey Kong, Марио в настоящее время появляется в различных жанрах видеоигр, таких как гонки, головоломки, RPG, файтинги и спорт. Из-за частого обозначения Марио и его брата Луиджи собирательным термином «Братья Марио» (Mario Brothers) ходили слухи, что его полное имя — Марио Марио. В 1980-х Nintendo официально заявила, что ни Марио, ни Луиджи не имеют фамилии, однако 14 сентября 2015 года (во время тридцатилетия серии Super Mario) Сигэру Миямото официально объявил, что полное имя Марио — Ма́рио Ма́рио, а Луиджи — Луи́джи Ма́рио (в фильме «Супербратья Марио» их уже звали так). Марио изображается как невысокий, итало-американский водопроводчик, который живёт в Грибном королевстве. Он неоднократно останавливает злодея Боузера, который планирует похитить принцессу Пич и подчинить Грибное королевство. У него есть другие враги и конкуренты, в том числе горилла Донки Конг и бизнесмен Варио. С 1991 по 2023 год Марио озвучивался Чарльзом Мартине. Начиная с Super Mario Bros. Wonder, Марио стал озвучивать Кевин Афгани.
Как талисман Nintendo, Марио — самый знаменитый персонаж в истории видеоигр, и его изображение обычно связано с видеоиграми. Видеоигр Марио, в целом, было продано более 210 миллионов единиц, что делает серию Марио бестселлером серий игр всех времён.

## Внешний вид
В первых играх Марио изображался на экране при помощи двухмерных спрайтов, но с развитием технологий на смену спрайтам пришли трёхмерные полигональные модели.
У Марио есть три отличительных признака — усы, кепка и комбинезон. По словам Миямото, усы были даны Марио, чтобы визуально отделить нос от лица, кепка — потому что на спрайте маленького разрешения было невозможно нарисовать узнаваемую причёску, комбинезон — чтобы лучше передать движения рук.

## Характер
Характер Марио несколько «смазан» — это сделано для того, чтобы игрок смог идентифицировать себя с ним. Но выделить основные черты вполне возможно: это смелость, открытость и дружелюбие ко всем. В мультсериале (равно как и в некоторых играх) раскрывается, что он ещё и привязан к еде (примеры — его фразы «What? Only one pizza?» («Что? Только одна пицца?»), «Save the spaghetti!» («Храни спагетти!») и прочие). Наиболее ярко это его качество проявляется в игре Super Mario Sunshine: во время полёта на курорт Марио просматривает рекламный ролик, оказывается практически загипнотизирован мыслями о демонстрировавшейся в этом ролике еде и перестаёт замечать происходящее вокруг.
Несмотря на то, что Марио — положительный персонаж, который всегда готов поступиться своими интересами в интересах других, ничто человеческое ему не чуждо. Марио часто ведёт себя довольно безрассудно и неосмотрительно. Возможно, в этом виноват его южный темперамент. Кроме того, Марио не переносит проигрышей. Во многих играх есть сцены, которые подтверждают такое его качество. Например, если Марио проигрывает своему брату Луиджи в теннис в одной из игр, то игроку демонстрируется заставка, как Марио поздравляет Луиджи и одновременно наступает ему на ногу.
В играх, где Марио показан ребенком, его характер почти тот же: он дружелюбен и смел, но иногда ведёт себя как ребёнок-плакса, особенно в ситуациях, когда проигрывает (как и взрослая версия); например, в игре Super Mario Tennis Малыш Марио, проиграв, моментально закатывает истерику.

## Профессии Марио
Основная профессия — водопроводчик. Также ему удалось попробовать себя в роли плотника (Donkey Kong и Donkey Kong Jr.), врача (Dr. Mario), строителя (Wrecking Crew), официанта (Yoshi), художника (Mario Paint), спортсмена (серия спортивных игр с участием Марио и других персонажей), тренера (Tennis), рефери (Punch-Out).
В игре Super Mario Odyssey присутствует огромное количество различных костюмов для Марио, включая униформы вышеперечисленных профессий.

## Персонаж в рейтингах
- Марио — самый узнаваемый персонаж компьютерных игр[15] и назван иконой игровой индустрии[16][17][18].
- Марио был одним из первых персонажей, представленных на Аллее игр (в 2005 году, вместе с Соником и Линком)[19].
- Марио — первый персонаж видеоигр, удостоившийся восковой фигуры в знаменитом голливудском музее восковых фигур.
- Марио представлен GameDaily как пример «маловероятного героя» (англ. unlikely hero) — одного из 25 архетипов компьютерных персонажей[20].
- Марио занимает четвёртое место в списке десяти лучших персонажей серии Super Smash Bros. по версии GameDaily[21].
- Марио занимает четвёртое место в списке ста лучших персонажей всех времён. Причём это наивысшая позиция для игрового персонажа[22].
- Марио и Луиджи заняли 1 место в рейтинге «самых лучших перекрашенных персонажей компьютерных игр» сайта GamePro в 2009 году[23].
- В рейтинге IGN «100 злодеев видеоигр» (англ. 100 videogame villains) Марио занял последнее сотое место за счёт роли антагониста игры Donkey Kong Jr.[24].
- Марио получил первое место в списке пятидесяти лучших персонажей компьютерных игр по версии книги рекордов Гиннесса[25].
- Марио занял второе место в списке самых культовых персонажей видеоигр всех времен по версии BAFTA в 2024 году[26].